# Lil Mama
Lil Mama, de son vrai nom Niatia Jessica Kirkland, née le 4 octobre 1989 à New York, dans l'État de New York, est une rappeuse américaine. Elle signe en 2007 un contrat avec la maison de disques Jive Records.

## Biographie

### Jeunesse et débuts

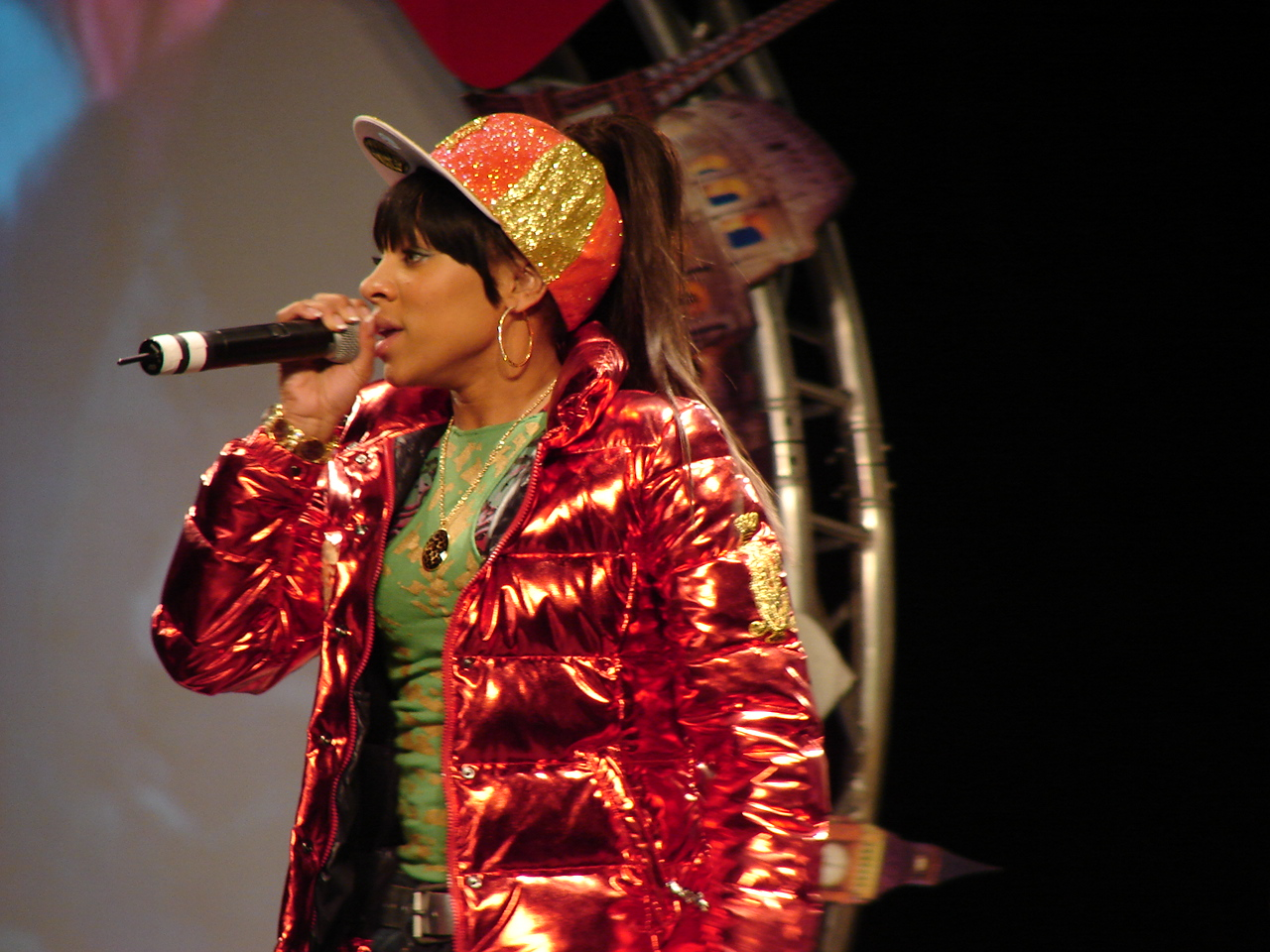
Lil Mama sur scène.

Niatia Jessica Kirkland grandit dans les quartiers de Harlem et Brooklyn à New York. Plus jeune, elle étudie à la Edward R. Murrow High School. Kirkland est la fille aînée d'une fratrie huit enfants. Étant la plus âgée de ses sœurs, elle acquiert le surnom de lil mama (littéralement « petite mère »). Elle commence à s'exprimer artistiquement par la poésie et la danse.
Elle participe aux remixes des chansons Girlfriend (Avril Lavigne), Umbrella (Rihanna) et Gimme More (Britney Spears). Elle apparait dans le clip Beautiful Girls (Sean Kingston). Elle est nommée aux MTV Video Music Awards pour le clip du tube Lip Gloss en 2007, mais le prix est attribué à Rihanna pour sa chanson Umbrella.
Son premier album, VYP (Voice of the Young People) est publié le 23 octobre 2007. L'album contient quatre singles : Lip Gloss, G-Slide (Tour Bus), Shawty Get Loose et What It Is (Strike a Pose). Il est classé 25e du Billboard 200. Shawty Get Loose, en featuring avec Chris Brown et T-Pain rend hommage à sa mère Tara Kirkland, décédée le 15 décembre 2007 après avoir lutté pendant quatre ans contre un cancer du côlon. En 2008, elle participe au remix du hit de Lil Wayne, A Milli. Après la publication de son premier album, Lil Mama travaille en studio. Elle publie les singles Dough Boy en featuring avec Mishon, On and On and On, et NYNYLALA en featuring avec Snoop Dogg. Elle travaille aussi sur deux singles intitulés Scrawberry et Hustler Girl en featuring avec Clyde McKnight. En 2009, elle annonce le titre de son prochain album, Voice of the Young People: I Am That. Toujours en 2009, elle devient jury de l'émission America's Best Dance Crew diffusée sur MTV.
Le 7 octobre 2012, RCA Music Group annonce sa séparation de J Records, Arista Records et Jive Records. Avec cette fermeture, Lil Mama est transférée chez RCA Records,.

### TLC: CrazySexyCool(depuis 2013)
En 2013, elle interprète le rôle de la chanteuse Lisa Lopes, ancienne membre du groupe TLC, dans le téléfilm CrazySexyCool: The TLC Story,.
Le 10 mars 2016, Lil Mama est arrêtée pour excès de vitesse à Harlem vers 4 h du matin, heure locale. Les officiers lui retirent son permis.

## Discographie

### Albums studio
- 2008 : VYP (Voice of the Young People)

### Singles
- 2007 : Lip Gloss
- 2007 : G-Slide (Tour Bus)
- 2008 : Shawty Get Loose (feat. T-Pain & Chris Brown)
- 2008 : Amazed (Vanessa Hudgens feat.  Lil Mama)
- 2008 : What It Is (Strike a Pose) (feat. T-Pain)
- 2008 : L.I.F.E
- 2009 : I'm A Diva
- 2015 : Sausage[12]

### Featurings
- 2007 : Umbrella (Remix) : Rihanna feat. Lil Mama
- 2007 : Girlfriend (Dr. Luke Remix) : Avril Lavigne feat. Lil Mama
- 2007 : Beautiful Girls (Remix) : Sean Kingston feat. Lil Mama
- 2007 : Just Fine (Remix) : Mary J. Blidge feat. Lil Mama
- 2008 : Gimme More (Remix) : Britney Spears feat. Lil Mama
- 2008 : Amazed : Vanessa Hudgens feat. Lil Mama
- 2008 : Baby Baby : Karina Pasian feat. Lil Mama
- 2008 : A Milli (Remix) : Lil' Wayne feat. Lil Mama
- 2009 : The Block Party : Lisa Lopes feat. Lil Mama

### Classements
| 2007 | Lip Gloss                                     | VYP (Voice of the Young People) | 10  | 14 | 15 | —  | —  | —  | — | Or |
| 2007 | G-Slide (Tour Bus)                            | VYP (Voice of the Young People) | 124 | —  | —  | —  | —  | —  | 8 | —  |
| 2008 | Shawty Get Loose (feat. Chris Brown & T-Pain) | VYP (Voice of the Young People) | 10  | 15 | 13 | 57 | 38 | 41 | 3 | —  |
| 2008 | What It Is (Strike a Pose) (feat. T-Pain)     | VYP (Voice of the Young People) | —   | —  | —  | —  | —  | —  | — | —  |

| Année | Titre                                             | Album                                                                                   | Meilleure position | Meilleure position | Meilleure position | Meilleure position |
| ----- | ------------------------------------------------- | --------------------------------------------------------------------------------------- | ------------------ | ------------------ | ------------------ | ------------------ |
| Année | Titre                                             | Album                                                                                   | U.S. Hot           | U.S. Pop           | U.S. Rap           | UK                 |
| 2007  | Girlfriend (Remix) (Avril Lavigne feat. Lil Mama) | The Best Damn Thing: Édition Limitée et VYP: Voice of the Young People (Deluxe Edition) | —                  | —                  | —                  | —                  |
| 2009  | The Block Party (Lisa Lopes feat. Lil Mama)       | Eye Legacy                                                                              | TBA                | TBA                | TBA                | TBA                |

## Filmographie
- 2013 : CrazySexyCool: The TLC Story : Lisa Lopes

## Distinctions
- BET Awards
  - 2008, meilleure rappeuse (nommée)
- MTV Video Music Awards
  - 2007, single monstre de l'année : Lip Gloss (nommée)
- Teen Choice Awards
  - 2008, chansons hip-hop/rap de choix : Shawty Get Loose (feat. Chris Brown et T-Pain) (gagnante)
  - 2008, présentatrice télé de choix : America's Next Best Dance Crew de Randy Jackson (nommée)
  - 2007, rappeuse de choix : (nommée)
  - 2007, chanson de l'été : Lip Gloss (gagnante)
  - 2007, Choice Music Hookup : Shawty Get Loose (feat. Chris Brown et T-Pain) (nommée)
- MTV Asia Awards
  - 2008, Best Hook-up: Girlfriend (Remix) - Avril Lavigne feat. Lil Mama (nommée)